# Greer Garson
Pour les articles homonymes, voir Garson.

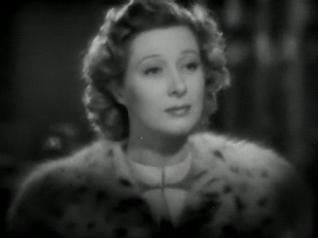
Remember (1939)

Greer Garson est une actrice britannique, née le 29 septembre 1904 à Manor Park (alors dans l'Essex et aujourd'hui dans Newham, Londres), bien qu'ayant toujours prétendu être née en Irlande, et morte le 6 avril 1996 à Dallas au Texas. Elle est surtout restée célèbre pour son rôle de mère et épouse-courage dans Madame Miniver de William Wyler en 1942, qui lui valut l'Oscar de la meilleure actrice.

## Biographie

### Un parcours théâtral
Eileen Evelyn Greer Garson, d’origine écossaise et irlandaise, est la fille unique de George et Nancy Sophia Greer. Elle fait des études à l’université de Londres dans l’intention d’être enseignante et termine sa formation à l’université de Grenoble en France mais elle choisit de travailler dans une agence de publicité. Puis elle se tourne vers le théâtre en 1932 et est engagée au Birmingham Repertory Théâtre. Elle joue les répertoires classiques dans les théâtres londoniens avant d’apparaître aux côtés de Laurence Olivier dans « Golden Arrow ». Pendant plusieurs années, elle remporte de grands succès dans les théâtres du West End de Londres. Le 28 septembre 1933, elle se marie avec Edward Alec Abbot Snelson dont elle divorce le 8 mai 1940. Ils n'eurent aucun enfant.
Louis B. Mayer à la recherche de nouvelles stars pour la Metro-Goldwyn-Mayer, lors d’un passage à Londres, remarque Greer Garson dans une pièce, Old Music. Séduit et impressionné par « cette actrice rousse aux yeux verts et au port aristocratique », le patron de la MGM lui fait signer un contrat en 1937 et elle tourne son premier film Au revoir Mr. Chips en 1938 dans les studios londoniens de la MGM. Malgré son rôle assez court d’épouse du maître d’école, Robert Donat, elle fait sensation auprès du public et reçoit sa première nomination aux Oscars, détenant le record, avec Bette Davis, de cinq nominations consécutives de 1941 à 1945.
Elle tourne la même année une comédie, Remember?, avec Robert Taylor, sur le tournage on lui octroie toutes les attentions dues à une star, car, en ce début des années 1940, la MGM perd ses plus grandes stars féminines, Greta Garbo et Norma Shearer se retirent des écrans, Joan Crawford quitte la société pour la Warner Bros., le contrat de Jeanette MacDonald arrive à expiration et Myrna Loy interrompt sa carrière pendant les années de guerre pour se consacrer à la Croix-Rouge. Greer Garson arrive en effet à point nommé pour combler ce vide et tenir la place de « grande dame » de la firme du lion.

### L'éternelle «Grande Dame»

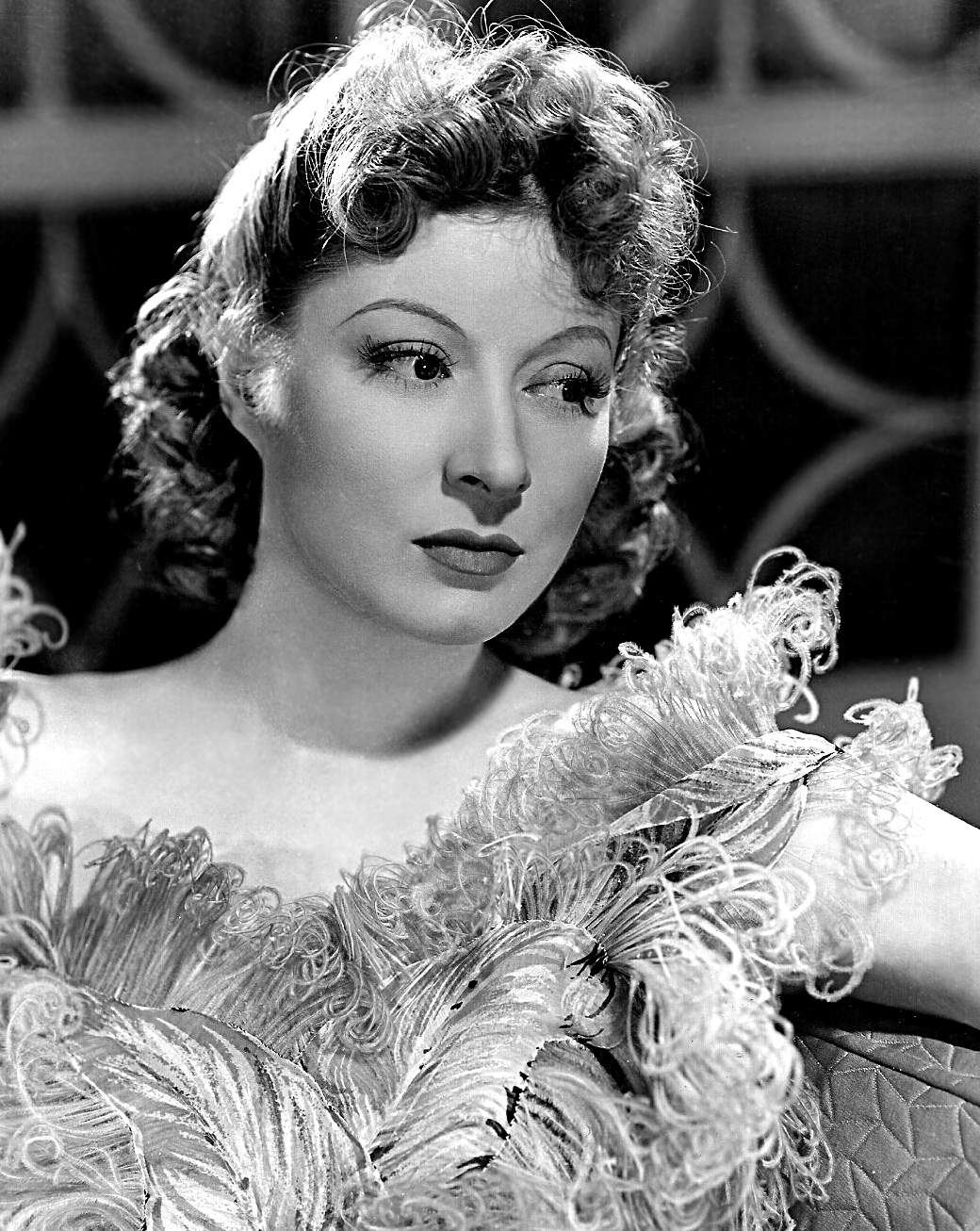
Greer Garson dans les années 1940

Sous la férule de Louis B. Mayer, la nouvelle lady de la MGM devient un mythe romantique familial loin des rôles de femme fatale ou de courtisane et à l’opposé de l’aventurière incarnée par Garbo ou Dietrich (rôle dévolu désormais à Hedy Lamarr engagée en même temps qu'elle et bientôt Ava Gardner) ou de la femme émancipée telle Katharine Hepburn ou Barbara Stanwyck. Elle obtient son premier succès hollywoodien avec le romantique Orgueil et préjugés en compagnie de son partenaire de scène Laurence Olivier, l’année suivante elle retrouve Robert Taylor dans Duel de femmes avec également Joan Crawford, dans une confrontation qui ne sera pas que fictive. Puis elle confirme son statut de star avec le mélodrame Les Oubliés et reçoit sa deuxième nomination aux Oscars. Le film, tiré de l’histoire vraie de la puéricultrice Edna Gladney, fait un triomphe au box-office. Dès lors, Greer Garson est pendant cinq années consécutives l’une des dix stars les plus populaires auprès du public.

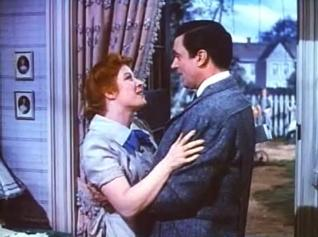
Greer Garson et Walter Pidgeon dans Les Oubliés (1941)

C’est aussi le premier film du tandem Greer Garson/Walter Pidgeon qui devient un des couples les plus prisés de l’écran et des plus rentables pour les recettes de la MGM. Ils tournent huit films ensemble dont celui qui couronne la carrière de Greer Garson, le célèbre Madame Miniver. « Sa propagande vaut bien plusieurs cuirassés » déclare Winston Churchill à la vision de cette allégorie d’une petite communauté anglaise campagnarde bouleversée et mise en pièces par la guerre. Hymne à la gloire des Anglais et de leur courage face à la menace allemande pendant la Seconde Guerre mondiale, le film est le plus populaire de 1942 et récompensé par six Oscars. Outre celui du meilleur film et du meilleur réalisateur (William Wyler), Greer Garson reçoit l’Oscar de la meilleure actrice pour ce qui reste son plus beau rôle.

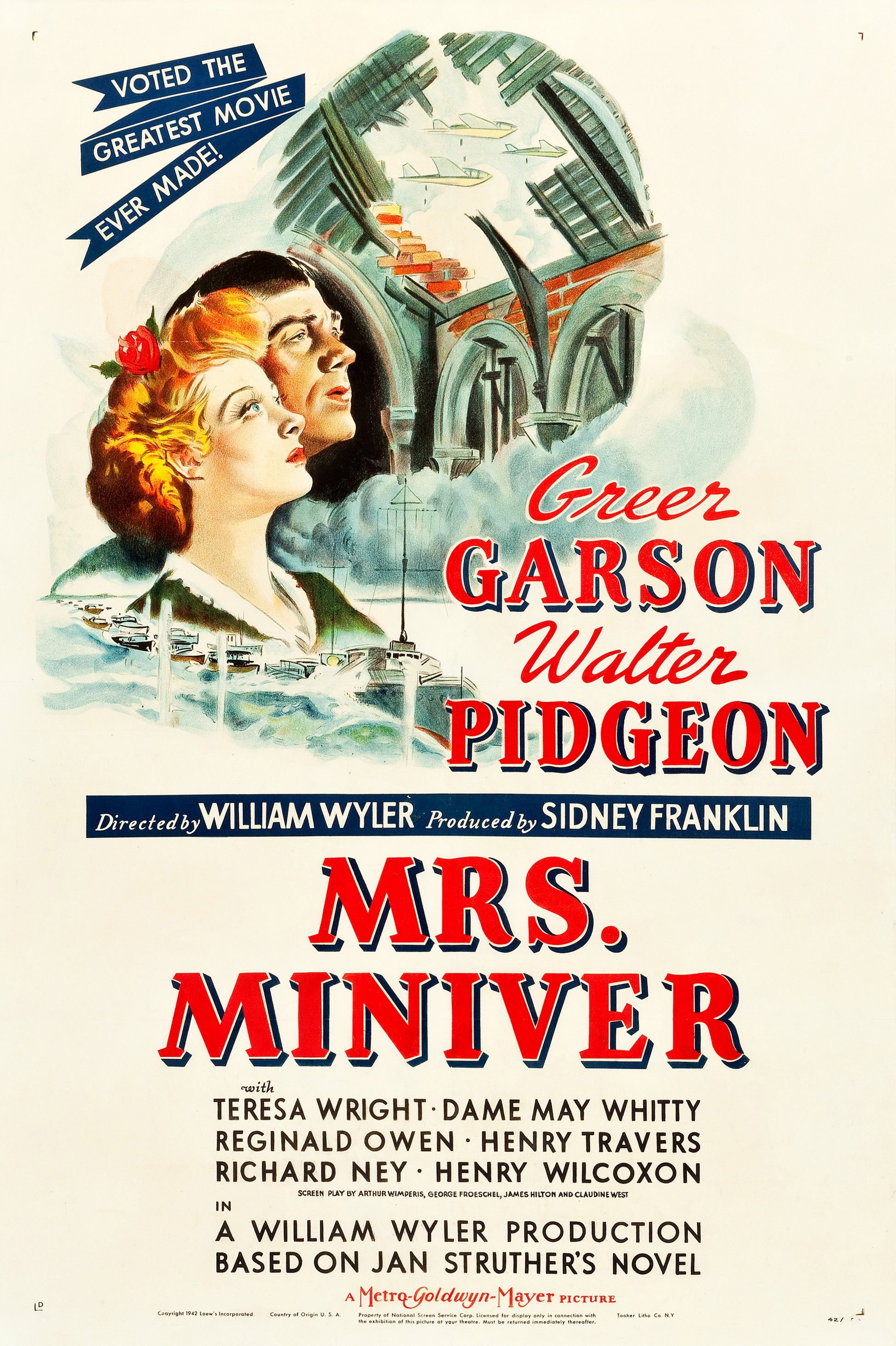
Madame Miniver (1941)

 L’actrice fait un très long discours de remerciements (cinq minutes et 30 secondes), ce qui décide les organisateurs de la cérémonie à établir désormais une limite de temps aux allocutions des lauréats. Durant le tournage, elle tombe amoureuse de l’acteur qui joue le rôle de son fils, Richard Ney, âgé de 24 ans. Elle ne l’épouse qu’en 1943 après les pressions du département de publicité de la MGM qui ne voulait pas que cette relation nuise au lancement du film par un scandale. Leur mariage dure quatre ans.
Greer Garson brille durant toutes les années de guerre au travers de ces rôles de femme digne et courageuse. Pendant quatre années elle figure sur la liste des top-ten des champions du box-office (de 1942 à 1946). Le réalisateur Mervyn LeRoy devient le réalisateur attitré de Greer Garson. Après Les Oubliés, elle tourne dans deux autres triomphes du box-office avec ce réalisateur, Prisonniers du passé et Madame Curie, mélodrames sentimentaux assez académiques. Adulés par le public et la critique de l’époque, ces films sont parfois aujourd’hui jugés plus sévèrement : « Greer Garson, championne du décorum, dont le jeu compassé convenait parfaitement au style anonyme du metteur en scène ». Certes, le sujet de Prisonniers du passé peut aujourd’hui prêter à sourire (le film lança la mode de films ayant pour thème l’amnésie), mais, malgré un coup de théâtre peu crédible, l’alchimie fonctionne grâce à un certain charme et à un désarmant savoir-faire. Quant à Madame Curie, il est conçu à nouveau pour servir de véhicule au couple qui fait fureur au box-office, Greer Garson et Walter Pidgeon.
Puis, c’est Tay Garnett qui la dirige dans Madame Parkington et La Vallée du jugement, pour lesquels elle obtient deux nouvelles nominations aux Oscars. Il affirme dans son autobiographie s’être bien entendu avec elle, et avoir réussi « à dégeler son jeu très grande dame et à atténuer sa tendance au théâtral. » Quelques années plus tard, la MGM cantonne de la même manière dans des personnages exemplaires une autre comédienne britannique, Deborah Kerr.

### La fin d'un succès

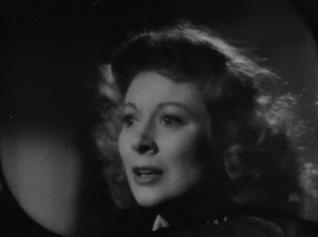
La Femme de l'autre (1947)

Mais le règne de Greer Garson va très vite s’effondrer. Cantonnée à des rôles de grande dame tenue et policée, elle subit une rapide baisse de popularité à la fin de la guerre, lorsque le public se lasse de ses personnages d’épouse modèle auréolée des vertus américaines pour préférer ceux à la personnalité plus complexe. Pour renouveler son image de « reine du mélo », la reine du box-office s’essaye à un rôle plus moderne à grand renfort de publicités et rencontre Clark Gable, revenu de la guerre après trois années d’absence, pour L'Aventure. À la demande de Gable, Victor Fleming réalise le film. C’est un échec public retentissant ainsi que son film suivant La Femme de l'autre qui fut désavoué par ses deux réalisateurs successifs George Cukor et Mervyn LeRoy. Cukor refuse même de signer le film qui reste un des rares à ne mentionner aucun réalisateur au générique. Pourtant Greer, malgré ces échecs, se voit proposer un nouveau contrat de sept ans en 1947, lui garantissant 30 000 dollars par an.
Pour tenter de renouer avec le succès, la MGM réunit à nouveau le couple vedette Garson/Pidgeon des années fastes dans La Belle imprudente, avec la toute jeune Elizabeth Taylor ; suivent La Dynastie des Forsyte, saga familiale réunissant une distribution éblouissante et une production somptueuse qui eut un succès moyen ; L'Histoire des Miniver, suite ratée de Madame Miniver, et Vicky son dernier film à la MGM. Mais le charme s’est émoussé et L'Amant de Lady Loverly, remake de La Fin de Mme Cheyney (déjà tourné deux fois), est également un échec.

### Une retraite anticipée

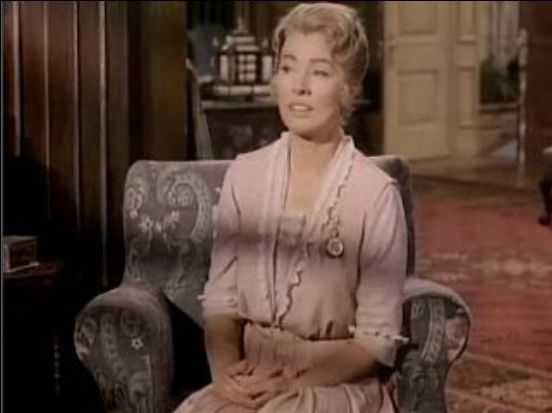
Sunrise at Campobello (1960)

En 1949, Greer Garson épouse le magnat du pétrole Buddy Fogelson avec qui elle trouvera le bonheur et la stabilité. Même si elle figure encore dans Jules César de Joseph L. Mankiewicz, son intérêt pour le cinéma va peu à peu s’estomper. Elle quitte la MGM en 1954 et tourne pour la première fois un western à la Warner Bros., Une étrangère dans la ville avec Mervyn LeRoy, son réalisateur fétiche. Désormais, elle ne fera plus que des apparitions épisodiques notamment à la télévision. En 1958, elle obtient un accueil chaleureux à Broadway où elle remplace Rosalind Russell dans Auntie Mame. Elle joue encore au théâtre le rôle de Regina dans La Vipère incarné par Bette Davis à l’écran et le rôle de Lady Cicely Waynflete dans La Conversion du Capitaine Brassbound de George Bernard Shaw. Elle aura encore une dernière nomination aux Oscars pour le rôle de Eleanor Roosevelt dans Sunrise at Campobello.
Elle se retire progressivement dans son ranch au Nouveau-Mexique tout en s’occupant d’environnement et d’œuvres caritatives. Souffrant dans les années 1980 de problèmes cardiaques et succombera à un arrêt du cœur le 6 avril 1996 à Dallas, au Texas.

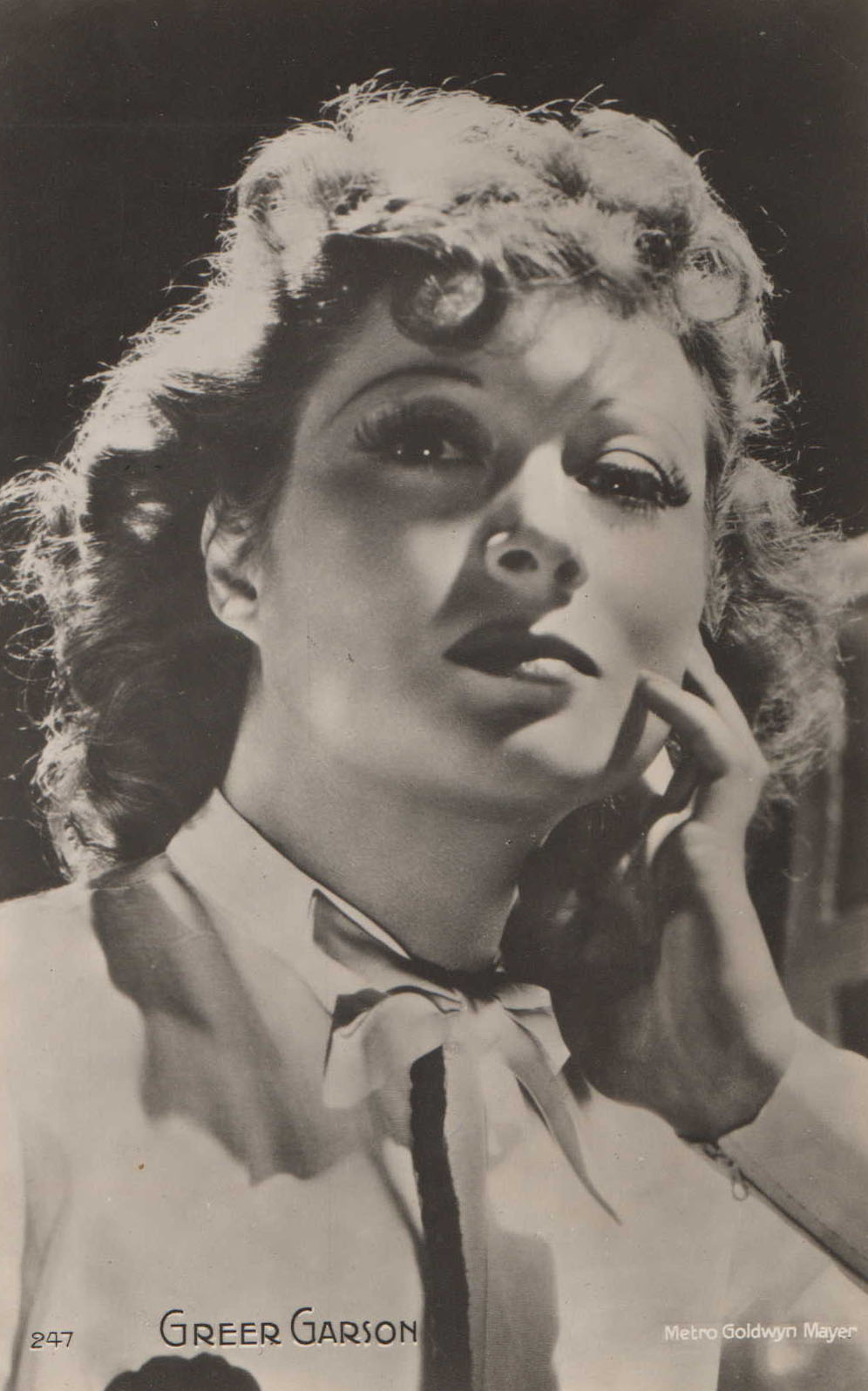
Greer GARSON (1904-1996)

## Filmographie

### Actrice

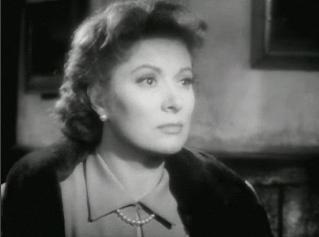
L'Histoire des Miniver (1950)

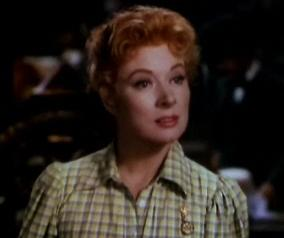
Vicky (1952)

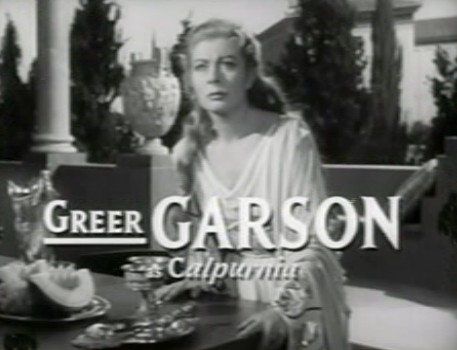
Jules César (1953)

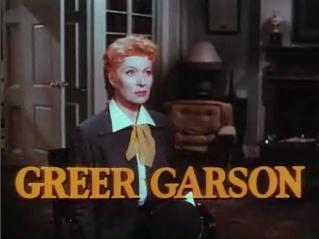
Les Fils de Mademoiselle (1954)

- 1939 : Au revoir Mr. Chips (Goodbye, Mr. Chips) de Sam Wood : Katherine Chipping
- 1939 : Remember? de Norman Z. McLeod : Linda Bronson Holland
- 1940 : Orgueil et Préjugés (Pride and Prejudice) de Robert Z. Leonard : Elizabeth Bennet
- 1941 : Les Oubliés (Blossoms In the Dust) de Mervyn LeRoy : Edna Kahly Gladney
- 1941 : Duel de femmes (When Ladies Meet) de Robert Z. Leonard : Claire Woodruff
- 1942 : Madame Miniver (Mrs. Miniver) de William Wyler : Kay Miniver
- 1942 : Prisonniers du passé (Random Harvest) de Mervyn LeRoy : Paula Ridgeway/Margaret Hansen
- 1943 : Madame Curie de Mervyn LeRoy : Marie Curie
- 1944 : Madame Parkington (Mrs. Parkington) de Tay Garnett : Susie 'Sparrow' Parkington
- 1945 : La Vallée du jugement (The Valley of Decision) de Tay Garnett : Mary Rafferty
- 1945 : L'Aventure (Adventure) de Victor Fleming : Emily Sears
- 1947 : La Femme de l'autre (Desire me) de George Cukor : Marise Aubert
- 1948 : La Belle imprudente (Julia Misbehaves) de Jack Conway : Julia Packett
- 1949 : La Dynastie des Forsyte (That Forsyte woman) de Compton Bennett : Irene Forsyte
- 1950 : L'Histoire des Miniver (The Miniver Story) de H.C. Potter : Kay Miniver
- 1951 : L'Amant de Lady Loverly (The Law and the Lady) de Edwin H. Knopf : Jane Hoskins/Lady Jane Loverly
- 1952 : Vicky (Scandal at scourie) de Jean Negulesco : Victoria McChesney
- 1953 : Jules César (Julius Caesar) de Joseph L. Mankiewicz : Calpurnia
- 1954 : Les Fils de Mademoiselle (Her Twelve Men) de Robert Z. Leonard : Jan Stewart
- 1955 : Une étrangère dans la ville (Strange Lady in Town) de Mervyn LeRoy : Dr. Julia Winslow Garth
- 1960 : Pepe de George Sidney : (Caméo)
- 1960 : Sunrise at Campobello de Vincent J. Donehue : Eleanor Roosevelt
- 1963 : The Invincible Mr. Disraeli (téléfilm) de George Schaefer : Mary Anne Disraeli
- 1966 : Dominique (The Singing Nun) de Henry Koster : Mère supérieure
- 1967 : Le Plus Heureux des milliardaires (The Happiest Millionaire) de Norman Tokar : Cordelia Biddle
- 1968 : The Little Drummer Boy : Voix
- 1970 : Le Virginien (TV) saison 9 épisode 08 (Lady at the bar) :Frances B.Finch (L'avocate)
- 1976 : Hollywood, Hollywood (That's Entertainment, Part II)
- 1976 : The Little Drummer Boy Book II : Voix
- 1978 : Les Quatre filles du docteur March (Little Women) (téléfilm) de David Lowell Rich : Tante Kathryn March
- 1978 : Rockette: A Holiday Tribute to Radio City Music Hall : elle-même
- 1981 : A Gift of Music (téléfilm) de Jeff Margolis

## Distinctions

### Oscar
- 1940 : Nomination Meilleure actrice pour Au revoir Mr. Chips
- 1942 : Nomination Meilleure actrice pour Les Oubliés
- 1943 : Meilleure actrice pour Madame Miniver
- 1944 : Nomination Meilleure actrice pour Madame Curie
- 1945 : Nomination Meilleure actrice pour Madame Parkington
- 1946 : Nomination Meilleure actrice pour La Vallée du jugement
- 1961 : Nomination Meilleure actrice pour Sunrise at Campobello

### Golden Globes
- 1961 : Meilleure actrice dans un film dramatique pour Sunrise at Campobello